# Њимњица
Њимњица (слч. Nimnica) насељено је мјесто са административним статусом сеоске општине (слч. obec) у округу Пухов, у Тренчинском крају, Словачка Република.

## Становништво
| Година:    | 1994. | 2004.   | 2014.   | 2024.   |
| ---------- | ----- | ------- | ------- | ------- |
| Број људи: | 627   | 670     | 701     | 732     |
| Разлика:   |       | +6,85 % | +4,62 % | +4,42 % |

| Година:    | 2023. | 2024.   |
| ---------- | ----- | ------- |
| Број људи: | 726   | 732     |
| Разлика:   |       | +0,82 % |

Према подацима о броју становника из 2024. године насеље је имало 732 становника.